# Vla
Vla (phát âmⓘ) là một chế phẩm sữa có nguồn gốc từ Hà Lan, được làm từ sữa tươi.

## Lịch sử
Từ ngữ vla được sử dụng lần đầu tiên vào thế kỷ 13 và nó ban đầu được dùng để chỉ bất kỳ chất nào giống sữa trứng bao phủ bánh hoặc các loại bánh nướng khác. Từ vlaai có liên quan và được dùng để chỉ một loại bánh.

## Cách làm
Vla truyền thống thường được làm từ trứng, đường và sữa tươi, mặc dù 
một số nhà sản xuất công nghiệp sử dụng bột ngô như ngày nay. Vla có nhiều hương vị khác nhau, trong đó vani là phổ biến nhất. Các hương vị khác bao gồm socola, caramel, chuối, cam và táo.

## Thương mại
Vla ban đầu được bán trong chai thủy tinh và tính nhất quán khiến việc chiết xuất toàn bộ số lượng trở nên khó khăn, vì vậy cạp chai (flessenschraper hoặc flessenlikker) đặc biệt đã được thiết kế riêng. Mặc dù vla hiện nay thường được bán trong thùng giấy, nhưng những dụng cụ nạo này vẫn phổ biến trong nhà bếp của các gia đình Hà Lan.
Mặc dù vla ban đầu là một sản phẩm đặc trưng của Hà Lan, nhưng nó đã được Campina giới thiệu tại Wallonia và Đức vào năm 2010 và đã được bán tại một số cửa hàng ở đó kể từ đó.